# (8396) 1993 UR2
(8396) 1993 UR2 là một tiểu hành tinh vành đai chính. Nó được phát hiện bởi Eleanor F. Helin ở Đài thiên văn Palomar ở Quận San Diego, California, ngày 19 tháng 10 năm 1993.